# Црква Светог Великомученика Пантелејмона у Оравцу
Црква Светог Великомученика Пантелејмона у Оравцу је црква која припада Епархији зворничко-тузланској Српске православе цркве. Црква се налази у Ораовцу, општина Зворник, Република Српска, Босна и Херцеговина. Село Ораовац смјештено је на регионалном путу Каракај-Тузла. Ораовачка парохија основана је 1997. године издвајањем из састава Зворничке парохије. Парохију чине села: Ораовац, Јардан, Китовнице, Горњи Грбавци и Баљковица. Парох је Душко Ђурић, протонамјесник.
Храм је димензија 17,3х8,36 метара. Градња храма почела је 1998. године према пројекту архитекте Преловац Јасминке. Темеље храма освештао је епископ зворничко-тузлански г. Василије 3. октобра 1999. године. Храм је освештао исти епископ 12. септембра 2004. године. Иконостас од храстовине израдио је Бојо Ивановић из Китовница. Иконе на иконостасу живописао је Александар Васиљевић из Добоја. Храм је дјелимично живописао 2006. године Јован Атанацковић из Београда.
У храму се чува, као највећа светиња, Часни крст донесен из Јерусалима.